# 研磨
參數所指定的目標頁面不存在，建議更正成存在頁面或直接建立下列一個頁面（建立前請先搜尋是否有合適的存在頁面可以取代）：
- 孤爪研磨

滾筒研磨

研磨是一種將固體物質化為較小顆粒的單元操作。為了研磨不同物質，人類會使用各種研磨器，包括手動的臼、由動物、風力或水力推動的磨坊、以及由電力驅動的電磨等。
在研磨作用下，機械力克服了固體物質內部的鏈合力。被研磨物質的尺寸、形狀皆有改變。
研磨也是一种精加工方法。利用涂敷或压嵌在研具上的磨料颗粒，通过研具与工件在一定压力下的相对运动对加工表面进行的精整加工。或者，将磨料颗粒与添加剂混合分散于溶剂中，通过与加工表面的相对运动进行加工以达到更高的光洁度。

## 工艺特点
1. 设备简单，精度要求不高。
2. 加工品質可靠。可获得很高的形状精度和很低的表面粗糙度（Ra）。加工精度可达IT5～01，表面粗糙度可达Ra=0.63～0.01微米。

## 形式
研磨工具包括石磨、水磨、滾筒等。
从研磨材料硬度来分有普通磨料和超硬磨料，其中普通磨料有天然刚玉、金刚砂、棕刚玉、白刚玉、碳化硅等材料，超硬材料有天然金刚石、立方氮化硼、人造金刚石、多晶金刚石等等。
目前在工业生产中应用较多的研磨工具有以研磨材料生产的研磨纸、研磨带、研磨片、研磨液等。

## 動力
- 人力
- 馬力
- 水力
- 風車
- 電力

## 目的
進行研磨的目的包括：
- 增加對象物質的表面積
- 製造所需尺寸的顆粒
- 把物質研成漿狀
- 提高物质表面光洁度，达到生产和应用的要求

## 延伸閲讀
- 研磨相關法例；塵埃／空氣污染改善措施